# Jana Kulhavá
Jana Kulhavá (Ústí nad Labem, 10 luglio 1964) è un'ex biatleta ceca.
Fino alla dissoluzione della Cecoslovacchia (1993) gareggiò per la nazionale cecoslovacca; dopo il matrimonio gareggiò come Jana Vapeniková.

## Biografia
In Coppa del Mondo ottenne il primo risultato di rilievo il 17 dicembre 1992 a Pokljuka (20ª) e il miglior piazzamento il 16 gennaio 1993 a Oberhof/Val Ridanna (8ª).
In carriera prese parte a due edizioni dei Giochi olimpici invernali, Albertville 1992 (43ª nell'individuale, 8ª nella staffetta) e Lillehammer 1994 (7ª nella staffetta) e a sette dei Mondiali, vincendo due medaglie.

## Palmarès

### Mondiali
- 2 medaglie:
  - 1 oro (staffetta[2] a Borovec 1993)
  - 1 bronzo (gara a squadre a Novosibirsk 1992)

### Coppa del Mondo
- Miglior piazzamento in classifica generale: 25ª nel 1993